# Soper
Soper es un pueblo ubicado en el condado de Choctaw en el estado estadounidense de Oklahoma. En el año 2010 tenía una población de 	261 habitantes y una densidad poblacional de 372,86 personas por km².

## Geografía
Soper se encuentra ubicado en las coordenadas 34°2′0″N 95°41′48″O / 34.03333, -95.69667 (34.033385, -95.696573).

## Demografía
Según la Oficina del Censo en 2000 los ingresos medios por hogar en la localidad eran de $13,875 y los ingresos medios por familia eran $18,333. Los hombres tenían unos ingresos medios de $16,875 frente a los $16,000 para las mujeres. La renta per cápita para la localidad era de $7,814. Alrededor del 44.4% de la población estaban por debajo del umbral de pobreza.